# Escola Superior de Tecnologia e Gestão de Águeda
A Escola Superior de Tecnologia e Gestão de Águeda (ESTGA), da Universidade de Aveiro, é uma escola de ensino superior politécnico portuguesa, integrada na Universidade de Aveiro.

## Introdução
A ESTGA, localizada em pleno centro da cidade de Águeda, ciente da dinâmica da região em que se insere, propõe uma oferta formativa que visa responder às necessidades de públicos com interesses diversificados e que se concretiza em cursos de formação pós-secundária e cursos de licenciatura e mestrado. Ocupa as instalações do antigo Instituto Superior Militar..
Para além da oferta formativa, a ESTGA promove uma estreita cooperação com a sociedade, encorajando e estabelecendo relações activas e fortes com as empresas e outras entidades, nomeadamente com os municípios, por forma a dar corpo à sua Missão “preparar técnicos para o exercício de profissões qualificadas em áreas tecnológicas, administrativas e de gestão, e contribuir para a sua formação global; promover a difusão da cultura, da ciência e da tecnologia; e contribuir para o desenvolvimento, em particular, da região em que se insere”. A Escola pretende “ser reconhecida pelos alunos, empregadores e sociedade em geral como uma escola politécnica de referência a nível nacional, com um modelo pedagógico inovador, com profissionais motivados e altamente qualificados, aberta ao exterior e potenciadora da qualidade e do empreendedorismo”.
O ingresso na ESTGA significa a escolha de um modo particular de aprender e de perspectivar o saber e a sua aplicação; é escolher um percurso de desenvolvimento pessoal e profissional que se concretiza através do ensino centrado no aluno. Promover este tipo exigente de ensino implica estar em mudança, em crescimento, em desenvolvimento; significa desafiar e ser desafiado.
Ao centrar a sua prática pedagógica no aluno, a ESTGA zela pela formação de pessoas e profissionais cuja dinâmica, empreendedorismo, capacidade de adaptação à mudança e cidadania se tornam parte integrante da qualidade dos serviços prestados pelas diferentes entidades empregadoras dos seus alunos. A análise do percurso académico e de inserção profissional mostra que, em regra, os diplomados da ESTGA acedem rapidamente ao exercício da profissão que escolheram.

### Missão
Preparar técnicos para o exercício de profissões qualificadas em áreas tecnológicas, administrativas e de gestão, e contribuir para a sua formação global; promover a difusão da cultura, da ciência e da tecnologia; e contribuir para o desenvolvimento, em particular, da região em que se insere.

### Visão
Ser reconhecida pelos alunos, empregadores e sociedade em geral como uma escola politécnica de referência a nível nacional, com um modelo pedagógico inovador, com profissionais motivados e altamente qualificados, aberta ao exterior e potenciadora da qualidade e do empreendedorismo.

## Modelo de Aprendizagem
As licenciaturas em tecnologia e engenharia da ESTGA estão organizadas de acordo com o Modelo de Aprendizagem Baseado em Projectos (MABP). Neste modelo, os alunos partem de problemas concretos e próximos da realidade, sob a forma de projectos, para o desenvolvimento de toda a sua aprendizagem em torno dos esforços de resolução desses problemas. Os processos de aprendizagem são assim autónomos, diferentes de aluno para aluno e de percursos pré-estipulados pelos professores. É um modelo fortemente centrado no aluno, respondendo por isso a um dos desafios mais importantes do Processo de Bolonha.
Os cursos estão organizados, do primeiro ao último ano, sob a forma de Agregações de Competências em estruturas curriculares semestrais, os Módulos Temáticos, dedicadas a cada um dos grandes temas de formação do curso. Estas estruturas são constituídas por um Projecto e por um conjunto de Disciplinas Associadas, onde são abordados assuntos fundamentais relativos ao tema em questão, sempre de forma articulada com o projecto. Os alunos trabalham em grupo, sob a orientação de pelo menos um docente.
As restantes licenciaturas da ESTGA, não estando formalmente organizadas em torno de projectos, incorporam elementos importantes do MABP. Em particular, as unidades curriculares são desenhadas com base nas Aprendizagens Verificáveis (Learning Outcomes), estruturando-se o curso em torno de Agregações de Competências, que se traduzem pela articulação entre várias unidades curriculares com o intuito de desenvolver, de forma integrada, grandes temas do curso. Neste contexto, é usual que aos alunos sejam propostos trabalhos que integram os objectivos de aprendizagem de várias unidades curriculares, para cuja orientação concorrem vários docentes. A utilização de estratégias de Aprendizagem Activa é, também nestes cursos, um dos pilares da organização curricular.
Outro aspecto singular revela-se pela existência de um projecto final integrador, que culmina a formação inicial de 1ºciclo destas licenciaturas.

## Ligações Importantes
- Página Oficial da ESTGA
- ESTGA@facebook